# Gerres methueni
Gerres methueni är en fiskart som beskrevs av Regan 1920. Gerres methueni ingår i släktet Gerres och familjen Gerreidae. Inga underarter finns listade i Catalogue of Life.